# Дарроз, Элен
Элен Мари-Пьер Луиза Дарроз (фр. Hélène Marie-Pierre Louise Darroze; родилась 23 февраля 1967 года в коммуне Мон-де-Марсан департамента Ланды), чаще сокращённо Элен Дарроз (фр. Hélène Darroze) — французская шеф-повар, ресторатор и кулинарный консультант, телеперсона (член жюри бельгийско-французской версии телешоу Top Chef с 2015 года), благотворительница. Обладательница нескольких звёзд Мишлен, лауреат премии Вдовы Клико и кавалер ордена Почётного легиона. Хозяйка нескольких именных ресторанов в разных странах, в том числе, в 2012—2014 годах управляла рестораном в Москве.

## Карьера
Является потомственным ресторатором в четвёртом поколении — семья Дарроз с XIX века владела семейным рестораном в соседнем с Мон-де-Марсан городке Вильнёв-де-Марсан.
Несмотря на знакомство с ресторанным делом с раннего детства, Элен первоначально готовила себя к карьере не кулинара, а ресторанного менеджера, получила университетское образование и степень по деловому администрированию. В 1990 году, после окончания университета, Дарроз стала стажироваться в ресторане Louis XV в «Отель де Пари» в Монако, первоначально собираясь заниматься там только офисной работой, однако из-за задержки в оформлении позиции и под уговорами главы ресторана Алена Дюкасса стала наблюдать, а потом и работать по кухне, совмещая это с обязанностями менеджера.
Впоследствии Элен возвращается в ресторан своей семьи в Новой Аквитании и продолжает работать там, сохранив имевшуюся у него звезду Мишлен. В 1999 году ресторан, находившийся в отдалении от центров гастрономической моды, закрывается из-за финансовых трудностей. В том же году, однако Элен Дарроз открывает собственный ресторан в Париже, завоевав ему свою первую звезду Мишлен в 2001 году и добавив в 2003 к ней вторую (утраченную в 2010) — став, по некоторым сведениям, первой и единственной женщиной-шефом, удостоенной двух звёзд Мишлен. На том же этапе своей карьеры становится консультантом работы студии Pixar над анимационным фильмом «Рататуй» и прототипом одного из его персонажей.
В 2008 году Дарроз распространяет свою деятельность за пределы Франции, став шеф-поваром собственного ресторана и шефом кейтеринга в отеле «Коннот» в Лондоне при реконструкции последнего в 2007—2008 годах. Ресторан Элен Дарроз в «Коннот» получил при своём открытии ряд отрицательных отзывов от ресторанных критиков; в частности, Джей Райнер описал обед там, как «два худших блюда, которые мне когда-либо подавали на этом уровне». Несмотря на это, в 2009 году ресторан был удостоен звезды Мишлен, а в 2011 — второй.
Помимо двух ресторанов в западной Европе, в 2011 году Дарроз откликается на предложение, а в 2012 году открывает свой ресторан в клубе Raff House в Москве.
В 2012 году была представлена президентом Франции Николя Саркози к ордену Почётного легиона и официально стала его кавалером 31 октября 2016 года.
В 2015 году, как одна из наиболее влиятельных женщин — шеф-поваров и рестораторов, была удостоена премии Вдовы Клико для лучших женщин-предпринимателей мира.
Дарроз никогда не была замужем, но имеет двух приёмных дочерей Шарлотту и Китери, удочерённых во Вьетнаме. Для полноценного управления двумя своими основными ресторанами живёт попеременно в Париже и в Лондоне.

## Дополнительные источники
- На Малой Никитской будет свой мишленовский ресторан. Гастрономъ (11 марта 2012). Дата обращения: 25 сентября 2017.
- Helene Darroze в Москве. Robb Report Russia (21 мая 2012). Дата обращения: 25 сентября 2017.
- Patricia Wells. CHOICE TABLES; Arpege Turns to Veggies, Darroze Takes Up Tapas (англ.). New York Times (22 апреля 2001). Дата обращения: 25 сентября 2017.
- Florence Fabricant. THE CHEF: HÉLÈNE DARROZE; Out of the Office A Star (or Two) Is Born (англ.). New York Times (12 марта 2003). Дата обращения: 25 сентября 2017.
- Hélène Darroze: «Entre mes filles et moi, ce fut une évidence» (фр.). Gala[англ.] (22 ноября 2013). Дата обращения: 24 сентября 2017.
- Marie-Catherine de La Roche. Hélène Darroze se met à table (фр.). Le Figaro: Madame Cuisine (18 января 2015). Дата обращения: 25 сентября 2017.
- Hester Lacey. The Inventory: Hélène Darroze (англ.). Financial Times (15 мая 2015). Дата обращения: 25 сентября 2017.
- Hélène Darroze, la meilleure femme Chef du monde (фр.). RTL TVI (7 января 2016). Дата обращения: 24 сентября 2017.
- Florence Fabricant. A Chicken Feast That Says ‘Sunday’ (англ.). New York Times (15 июля 2016). Дата обращения: 25 сентября 2017.